# Petrocodon
Petrocodon é um género botânico pertencente à família Gesneriaceae.

## Espécies
- Petrocodon dealbatus
- Petrocodon denticulatus
- Petrocodon longistylus